# Howard Baskerville

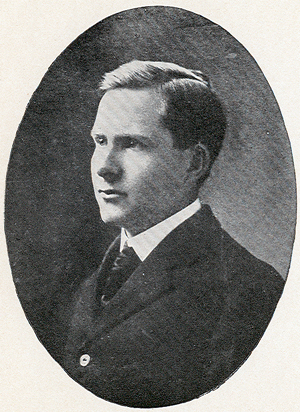
Howard Baskerville

Howard Baskerville (* 10. April 1885; † 19. April 1909 in Täbris, Iran) war ein US-amerikanischer Lehrer in der Missionsschule der Presbyterianer in Täbris.
Während der Konstitutionellen Revolution des Iran schloss er sich den demokratiefreundlichen Konstitutionalisten an und kämpfte gegen den Kadscharen Mohammed Ali Schah. Am 19. April 1909, neun Tage nach seinem 24. Geburtstag, wurde er im Kampf von einer Kugel getroffen und starb.